# Volvatella laguncula
Volvatella laguncula is een slakkensoort uit de familie van de Volvatellidae. De wetenschappelijke naam van de soort is voor het eerst geldig gepubliceerd in 1894 door G.B. Sowerby III.